# پوست درخت (گیاه‌شناسی)

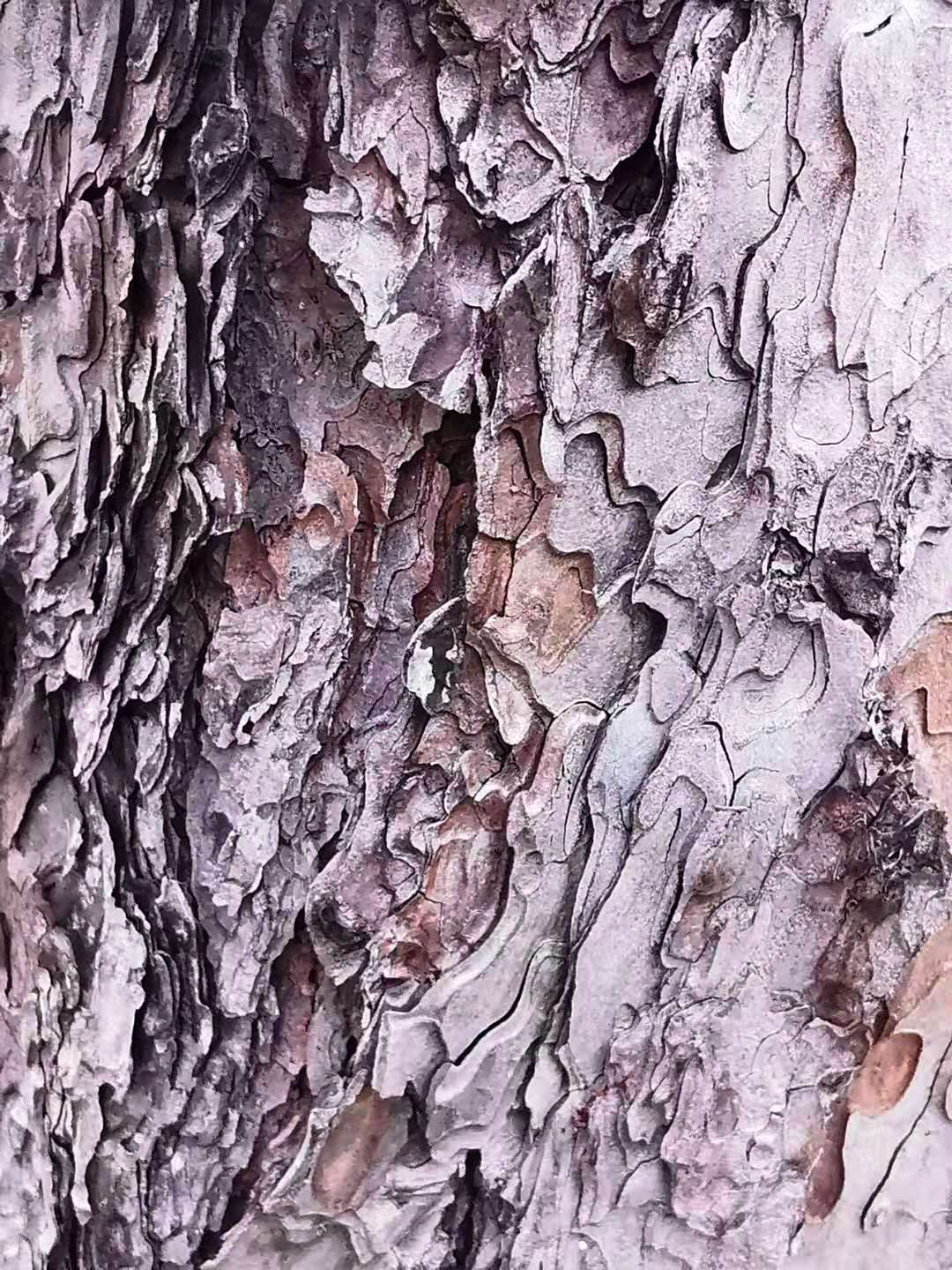
پوست کاج سیاه ژاپنی از لایه‌های براق بی‌شماری تشکیل شده است.

پوست درخت (انگلیسی: Bark) بیرونی‌ترین لایه ساقه‌ها و ریشههای گیاه چوبی است. گیاهان دارای پوست شامل درختها، ویره‌های چوبی و درختچه‌ها می‌شوند. پوست به تمام بافت‌های خارج از بن‌لاد آوندساز اشاره دارد و یک اصطلاح غیرفنی است. این لایه روی چوب را می‌پوشاند و از پوست داخلی و پوست خارجی تشکیل شده است. پوست داخلی که در ساقه‌های قدیمی‌تر بافت زنده است، شامل داخلی‌ترین لایه پریدرم می‌شود. پوست خارجی در ساقه‌های قدیمی‌تر شامل بافت مرده روی سطح ساقه‌ها، همراه با بخش‌هایی از خارجی‌ترین پریدرم و تمام بافت‌های روی سطح خارجی پریدرم است. پوست بیرونی درختان که خارج از پریدرم زنده قرار دارد، ریتدوم نیز نامیده می‌شود.
محصولات مشتق شده از پوست شامل سایدینگ و پوشش‌های دیواری از جنس توفال پوست، ادویه‌ها و سایر طعم‌دهنده‌ها، مازوی دباغی برای جوهر مازو، صمغ، لاتکس، داروها، سموم، مواد شیمیایی مختلف توهم‌زا و چوب‌پنبه است. از پوست برای ساخت پارچه، قایق و طناب استفاده شده و به عنوان سطحی برای نقاشی و نقشه‌کشی استفاده می‌شود. تعدادی از گیاهان نیز به دلیل رنگ‌های جذاب یا جالب پوست و بافت‌های سطحی‌شان کشت می‌شوند یا پوست آنها به عنوان خاک‌پوش محوطه‌سازی استفاده می‌شود.
فرآیند جدا کردن پوست درخت «تزئین» نام دارد و به کنده یا تنه درختی که پوست آن جدا شده است «تزئین‌شده» می‌گویند.

## شرح گیاه‌شناسی
پوست درخت فقط در گیاهان چوبی وجود دارد - گیاهان علفی و ساقه گیاهان جوان فاقد پوست هستند.

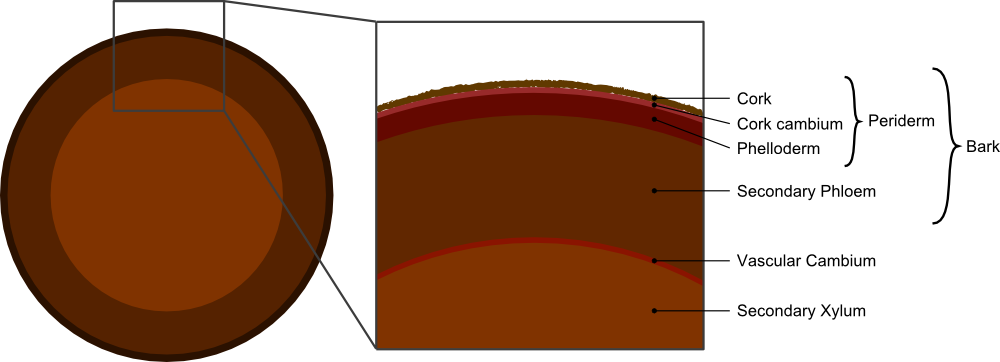
نمودار برش عرضی درخت